# تیراندازی با کمان در المپیک تابستانی ۲۰۱۲
تیراندازی با کمان در بازی‌های المپیک تابستانی ۲۰۱۲ از ۲۵ جولای تا ۳ اوت به طول انجامید. در بین کشورهای شرکت‌کننده کره جنوبی با کسب ۳ مدال طلا و ۴ مدال در مجموع موفق‌ترین کشور در تیر و کمان در بازی‌های المپیک تابستانی بوده‌است.

## نگارخانه

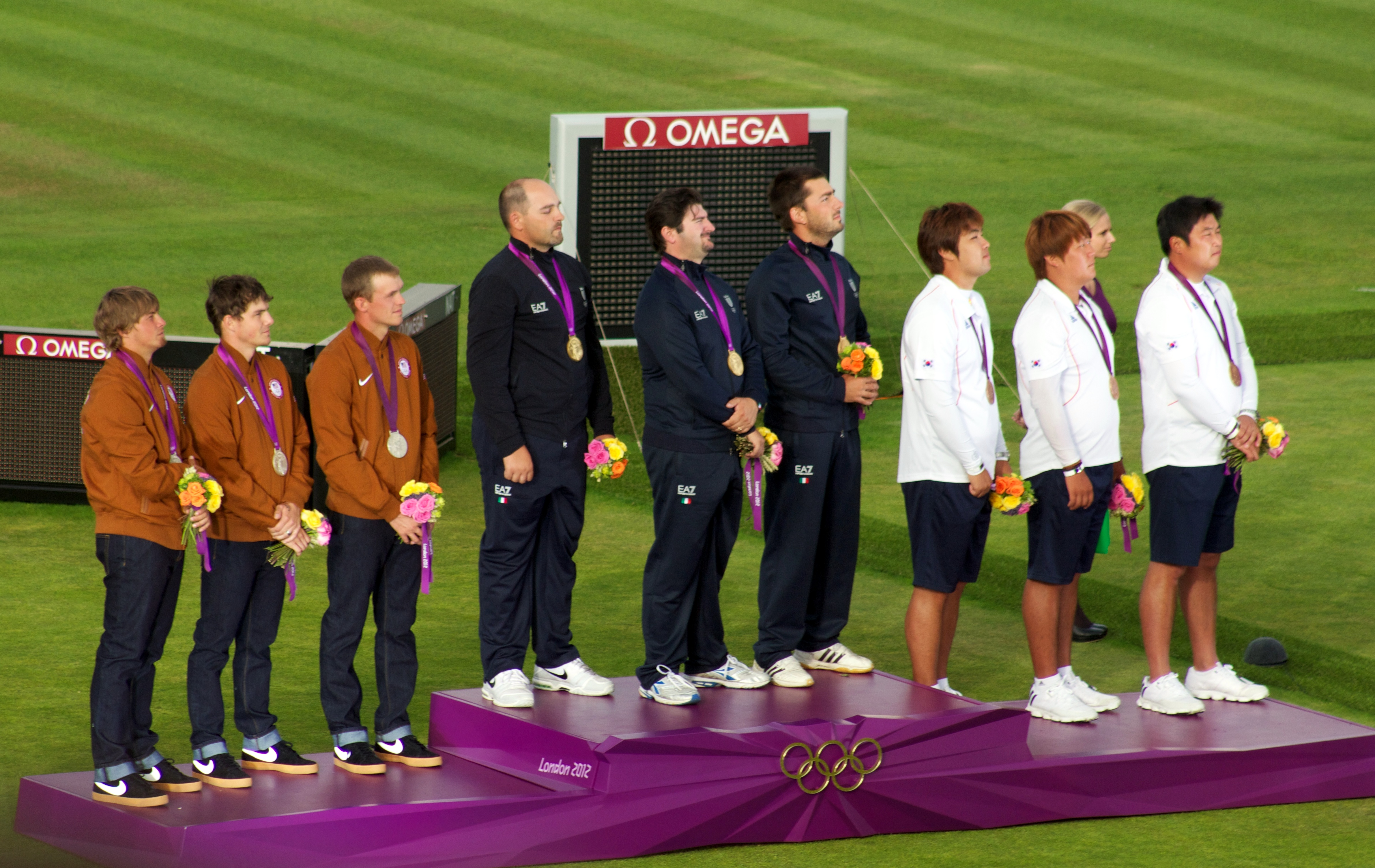
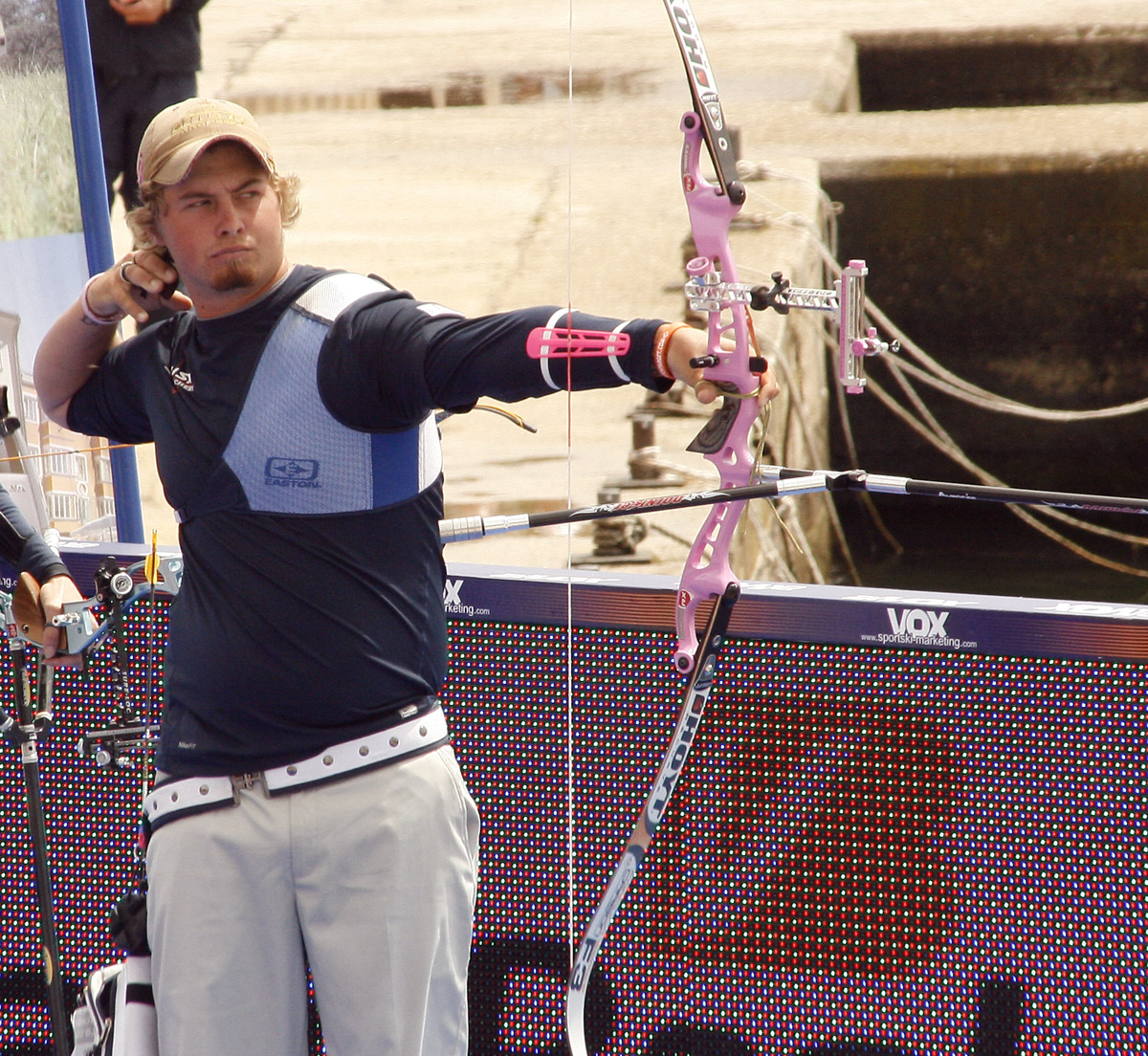

## خلاصه مدال‌ها

### جدول مدال‌ها
| رتبه  | کشور                | طلا | نقره | برنز | مجموع |
| ۱     | کره جنوبی           | ۳   | ۰    | ۱    | ۴     |
| ۲     | ایتالیا             | ۱   | ۰    | ۰    | ۱     |
| ۳     | چین                 | ۰   | ۱    | ۱    | ۲     |
| ۳     | ژاپن                | ۰   | ۱    | ۱    | ۲     |
| ۳     | مکزیک               | ۰   | ۱    | ۱    | ۲     |
| ۶     | ایالات متحده آمریکا | ۰   | ۱    | ۰    | ۱     |
| مجموع | مجموع               | ۴   | ۴    | ۴    | ۱۲    |

### برندگان مدال
| رویداد     | طلا                                                             | نقره                                                                  | برنز                                                       |
| ---------- | --------------------------------------------------------------- | --------------------------------------------------------------------- | ---------------------------------------------------------- |
| فردی مردان | اوه جین هیک · کره جنوبی                                         | تاکاهارو فوروهاوا · ژاپن                                              | دایی ژیااوژیانگ · چین                                      |
| فردی زنان  | کی بو-بائه · کره جنوبی                                          | Aída Román · مکزیک                                                    | Mariana Avitia · مکزیک                                     |
| تیمی مردان | ایتالیا (ITA) · میکله فرانجیلی · Marco Galiazzo · Mauro Nespoli | ایالات متحده آمریکا (USA) · بریدی الیسون · جیک کامینسکی · Jacob Wukie | کره جنوبی (KOR) · Im Dong-Hyun · Kim Bub-Min · Oh Jin-Hyek |
| تیمی زنان  | کره جنوبی (KOR) · Lee Sung-Jin · کی بو-بائه · Choi Hyeonju      | چین (CHN) · Fang Yuting · Cheng Ming · Xu Jing                        | ژاپن (JPN) · Kaori Kawanaka · Ren Hayakawa · Miki Kanie    |